# Psychotria kikwitensis
Psychotria kikwitensis är en måreväxtart som beskrevs av De Wild.. Psychotria kikwitensis ingår i släktet Psychotria och familjen måreväxter. Inga underarter finns listade i Catalogue of Life.